# S-腺苷甲硫氨酸
S-腺苷甲硫氨酸（又名S-腺苷蛋氨酸，缩写为SAM）带有一个活化了的甲基（右图标注），是一种参与甲基转移反应的辅酶，存在于所有的真核细胞中。在失去该活化甲基后，SAM变为S-腺苷-L-高半胱氨酸（SAH）。
S-腺苷甲硫氨酸最早于1952年被科学家（Giulio Cantoni）发现。它由三磷酸腺苷（ATP）和甲硫氨酸在细胞内通过蛋氨酸腺苷基转移酶（Methionine Adenosyl Transferase）催化合成，在作为辅酶参与甲基转移反应的时候丢失一个甲基变成S-腺苷基高半胱氨酸。大部分的S-腺苷甲硫氨酸在肝脏生成。
在高级有机体内，40种以上的合成代谢或分解代谢的化学反应涉及将S-腺苷甲硫氨酸的甲基转移到核酸、蛋白质和脂肪等底物上。

## 作为膳食补充品
研究表明，定期食用S-腺苷甲硫氨酸可抗抑郁、肝脏疾病和关节炎。在美国市场上用SAM-e的名字按营养补品销售，有改善情绪、保养肝脏和舒适关节的功效。随着营养补充品在大众消费中增长，用于治疗目的的S-腺苷甲硫氨酸亦有增加，特别是在1999年营养补充品健康及教育法通过以后。这部法令允许使用和分配S-腺苷甲硫氨酸作为一种可于柜台出售的食物添加剂，并使其通过了FDA的限制性法令。S-腺苷甲硫氨酸已被很多研究性文章证明在治疗上对肝部疾病、情绪失调与骨质疏松症有效。由于其结构上的不稳定性，S-腺苷甲硫氨酸的稳定的盐形式成为其药用的主要形式。尽管其稳定的盐形式已经被制作出来，SAM仍然是易于分解的，因此其售卖者经常要求服食较可能被真正吸收的更多的剂量。广泛报道的副作用是肠胃不适，但是有双相障碍病史的人有发生狂躁症的风险。治疗剂量的范围是每日800-1,600毫克。

## 外部連結
- CID 5134 PubChem的链接
- 249-946-8 歐洲現有商業化學品目錄的連結

- S-Adenosyl Methionine as a food supplement: Pros and Cons S-腺苷基蛋氨酸作为补品的利与弊
- S-Adenosyl methionine (SAMe) versus celecoxib for the treatment of osteoarthritis symptoms: A double-blind cross-over trial（页面存档备份，存于）
- S-Adenosyl-Methionine in Depression: A Comprehensive Review of the Literature (Abstract only)
- Testimony before the House of Representatives Committee on Government Reform Hearing on Dietary Supplements. (HRG Publication #1560)（页面存档备份，存于）
- About.com SAM-e Resource Index（页面存档备份，存于）